# IC 3480
IC 3480 је двојна звијезда у сазвјежђу Береникина коса која се налази на листи објеката дубоког неба у Индекс каталогу.
Деклинација објекта је + 26° 49' 44" а ректасцензија 12h 32m 41,1s.